# Efenidin
Ephenidine (takođe poznat kao NEDPA i EPE) je disocijativni anestetik koji se prodaje onlajn kao dizajnirana droga. U nekim zemljama je nezakonit kao strukturni izomer zabranjenog opioidnog leka lefetamina, ali se prodaje u zemljama u kojima još nije zabranjen.